# Elisabeth Esterl
Elisabeth Esterl (Dingolfing, 29 augustus 1978) is een Duitse golfprofessional.

## Carrière
In 2003 behaalde Esterl de 2de plaats op de Europese Order of Merit, mede door het winnen van het Tenerife Ladies Open. Ze speelde dat jaar ook in het Europese team in de Solheim Cup. In 2004 wonzij het Dutch Ladies Open. In 2005 vertegenwoordigde Esterl samen met Martina Eberl Duitsland op de World Cup in Zuid-Afrika, waar ze op de 19de plaats eindigden. In 2007 kwam ze na twee jaar afwezigheid terug op de tour en werd ze 8ste in Finland. Ze eindigde op de 86ste plaats van de Order of Merit.